# Ryszard de Wyche
Ryszard de Wyche, również Ryszard, biskup Chichesteru, właśc. ang. Richard de Wyche (ur. 1197 w Wych, obecnie Droitwich w Wychavon, zm. 3 kwietnia 1253 w Dover) – angielski kapłan, kanclerz prymasa Anglii św. Edmunda Richa, biskup Chichesteru od 1244, święty Kościoła katolickiego i anglikańskiego.

## Życiorys
Został kanonizowany w 1262 roku przez papieża Urbana IV. Ogłoszenie aktu odbyło się w kościele franciszkanów w Viterbo.
Wspomnienie liturgiczne św. Ryszarda obchodzone jest w Kościele katolickim w dzienną pamiątkę śmierci.
Kościół anglikański wspomina świętego biskupa 16 czerwca na pamiątkę translacji jego doczesnych szczątków do katedry w Chichesterze. Uroczystości odbyły się w 1276 roku w obecności króla Anglii Edwarda I.
Sanktuarium św. Ryszarda w katedrze w Chichesterze (ang. Chichester Cathedral) było centrem pielgrzymek. W 1538 roku, na polecenie Henryka VIII, zostało zniszczone.